# Farm Credit Act of 1933
La Loi sur le crédit agricole de 1933 (Pub. L. 73–75) a établi le système de crédit agricole (FCS) en tant que groupe d'institutions coopératives de crédit pour fournir des prêts à court, moyen et long terme à des fins agricoles. Plus précisément, il a autorisé la Farm Credit Administration (FCA) à créer 12 associations de crédit de production (PCA) et 12 banques pour les coopératives (BC) aux côtés des 12 banques foncières fédérales (FLB) établies, ainsi qu'une banque centrale pour les coopératives.